# Indústria 4.0
La indústria 4.0 (també coneguda com a indústria intel·ligent o ciberindústria del futur o quarta Revolució Industrial) correspon a una nova manera d'organitzar els mitjans de producció consistent en la contínua automatització de les pràctiques i els processos industrials a través de la tecnologia intel·ligent moderna. L'objectiu és millorar la comunicació, l’autocontrol i la producció de màquines intel·ligents per tal que puguin analitzar i diagnosticar problemes sense necessitat d’intervenció humana. Amb tot això, es pretén assolir la posada en marxa d'un gran nombre de fàbriques intel·ligents (smart factories) capaces d'adaptar-se més a les necessitats i els processos de producció i, també, a assignar d'una manera més eficaç els recursos, de manera que s'obri la via cap a una nova revolució industrial o la quarta revolució industrial.
Les bases tecnològiques d'aquesta orientació són, entre d'altres: 
- Internet de les coses (IoT)[4][5][6]
- Sistemes ciberfísics
- Cultura del «fes-ho tu mateix» (Do It Yourself)[7]
- Fàbrica 4.0... La indústria 4.0[8] no es redueix únicament a aquests quatre punts, sinó que va més enllà. És la quarta revolució industrial, de manera que s'emfatitza la idea d'una creixent i adequada digitalització i coordinació cooperativa en totes les unitats productives de l'economia.

El concepte indústria 4.0 no és una realitat consolidada, sinó que és una nova fita en el desenvolupament industrial que marcarà importants canvis a la societat en els propers anys, fent un ús intensiu d'internet i les tecnologies punteres amb la finalitat primordial de desenvolupar plantes industrials i generadores d'energia més intel·ligents i més respectuoses amb el medi i amb cadenes de producció més ben comunicades entres si i amb els mercats d'oferta i demanda.

## Història
El concepte va aparèixer per primera vegada l'any 2011 a una fira de tecnologia a Hannover on es parlava de la necessitat d'impulsar el desenvolupament de la producció intel·ligent. S'estableix com un sistema que pretén fusionar el món físic, digital i biològic i que té la capacitat de canviar completament els sistemes de producció, cosa que ja es produeix. La indústria 4.0 està lligada a l'anomenada quarta revolució industrial, terme introduït en un article per Klaus Schwab, president executiu del Fòrum Econòmic Mundial i que actualment té un llibre sobre aquest tema.

### Antecedents i orígens de l'etapa 4
El concepte sorgeix de la idea que el món es troba en un constant canvi, sobretot pel que està relacionat amb la indústria. Abans d'aquesta hem presenciat 3 revolucions industrials.

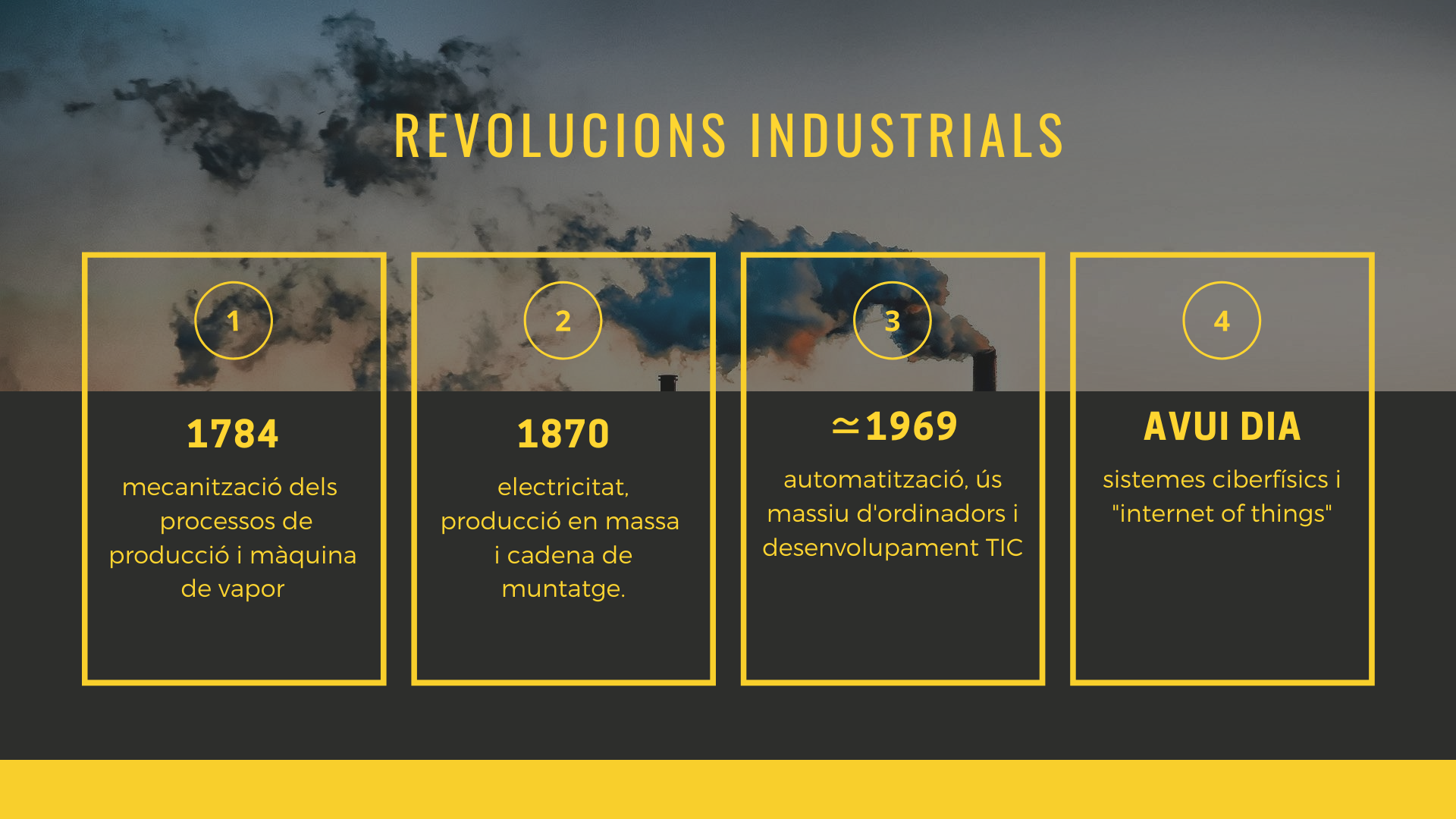
Gràfic de les 4 revolucions industrials en ordre cronològic i amb les seves corresponents característiques.

La primera revolució industrial es va caracteritzar per substituir els mètodes de producció manuals per màquines que utilitzaven el vapor i l'aigua per al seu funcionament, és a dir, per la mecanització dels processos de producció. No va ser un procés ràpid sinó que es va dur a terme de manera progressiva entre el 1760 i 1820. Va tenir gran influència en la indústria tèxtil que va ser una de les primeres en introduir els canvis. D'altres a destacar van ser la indústria del ferro, la mineria i l'agricultura. Va provocar diversos conflictes entre la creixent classe social mitjana i la població obrera.
La segona revolució industrial va tenir especial rellevància per l'aparició de l'electricitat i la introducció d'aquesta tan en usos domèstics com industrials. És també coneguda com la «revolució tecnològica» ja que, a part de l'electricitat, es va inventar també el telèfon i es va produir un cert desenvolupament de l'automòbil juntament amb la instal·lació d'extenses xarxes ferroviàries. Aquesta es va produir en el període comprès entre 1871 i 1914, en què es va donar un gran creixement econòmic alhora que els treballadors seguient sent substituïts per màquines.
La tercera revolució industrial, que ès també coneguda com la revolució científicotècnica o la revolució de la intel·ligència, es va desenvolupar al voltant dels anys 60 fins a finals de segle. Va venir donada per l'ús massiu d'ordinadors i el creixement d'internet, cosa que provocà que aquestes noves formes de comunicació es convertissin en el mitjà d'organització i gestió de les civilitzacions. Actualment està també relacionada amb l'ús de les energies renovables.
Podríem dir que, la quarta revolució industrial, es basa en la digitalització de la indústria i, és aquesta, que està relacionada amb el concepte indústria 4.0. Per a entendre millor els dos conceptes n'establirem les diferències.
La quarta revolució industrial fa referència al fènomen tecnològic, social, econòmic i polític que s'ha produït des de la primera revolució industrial. La indústria 4.0 seria la implantació sistemàtica, funcional i pràctica dels principis de la quarta revolució Industrial a la indústria contemporànea i als seus processos de producció, gestió i administració per tal d'aconseguir major eficiència i instantaneïtat.

## Caracterització

### Principis de disseny i funcionament
Hi ha 6 principis de disseny que podem identificar en la indústria 4.0:
- Interconnexió: capacitat de les màquines, els dispositius, els sensors i les persones de connectar-se i comunicar-se entre si mitjançant l'Internet de les coses o l'Internet de les persones (IoP).[16]
- Transparència de la informació : aquest fa referència a la fàcil obtenció i acumulació d'informació. La interconnectivitat, comentada en el punt anterior, permet als operadors recopilar immenses quantitats de dades i informació de tots els punts del procés de fabricació.
- Instantaneïtat: permet el seguiment i anàlisi de dades a temps real garantint efectivitat i assertivitat en la presa de decisions.
- Descentralització de la presa de decisions per a millorar la producció de la indústria.
- Modularització de sistema de producció de manera que queda dividit en diversos mòduls o parts.
- Virtualització: monotorització de dades i models de processos industrials per a una producció més eficient i evitar possibles errades.

### Reptes
- Econòmic: per tot el que suposa adaptar la indústria global a la indústria 4.0. Es necessita una gran inversió de capital alhora que una reforma dels models de negoci. No es coneixen els beneficis que es poden obtenir a partir d'aquesta però, tot i així, la inversió en la indústria 4.0 és molt gran i gairebé excessiva.
- Social: suposa la pèrdua de molts oficis i llocs de treball per l'automatització de molts dels processos que passen a ser controlats per màquines i la intel·ligència artificial.[17] Pot comportar problemes de vigilància, privadesa i desconfiança.
- Polític: manca de regulació, normes i formes de certificacions ja que la reglamentació actual cada vegada és menys útil, per la qual cosa serà necessari crear una nova normativa. Degut a aquests problemes legals poc clars apareix el tema de la seguretat de dades.[18]
- Organitzatiu: problemes de seguretat informàtica, fiabilitat i estabilitat necessàries per a la comunicació màquina a màquina (M2M),[19] necessitat de mantenir la integritat dels processos de producció, necessitat de protegir els coneixements industrials, baix compromís de direcció i, sovint, qualificació insuficient dels empleats.

### Tecnologies associades[20]
Aquestes són els pilars essencials de la indústria 4.0:
- Intel·ligència artificial: programes d'ordinadors amb la capacitat de realitzar operacions pròpies de la ment humana.[21]
- «Internet of things»: interconnexió digital dels objectes quotidiants a partir de sensors, programari i altres tecnologies que permet la recollida i l'intercanvi d'informació.
- Robòtica col·laborativa: la maquinària i els robots treballen conjuntment amb flexibilitat o facilitat de programació.[22]
- BigData i «cloud computing»: recol·lecció de dades i el seu anàlisi immediat per preveure problemes i prendre decisions intel·ligents.[23]
- Realitat virtual: entorn d'aparença real que serveix per a l'entreteniment i la formació de treballadors.[24]
- Realitat augmentada: visió d'un entorn físic real a través d'un dispositiu. Fusió d'elements físics i reals que donen una realitat mixta o augmentada.[25]
- Altres: fabricació additiva, que està relacionada amb la impressió 3D;[26] conducció i robòtica autònoma, nanotecnologia i ciberseguretat.[27][28][29]

## Protagonistes
El concepte quarta revolució industrial va ser proposat per Klaus Schwab i es va donar en el context de l'edició del FEM 2016. 
«Esta cuarta etapa está marcada por avances tecnológicos emergentes en una serie de campos, incluyendo robótica, inteligencia artificial, cadena de bloques, nanotecnología, computación cuántica, biotecnología, internet de las cosas, impresión 3D, y vehículos autónomos.» Klaus Schwab
L'anomenada indústria 4.0 és un dels projectes clau de l'estratègia relativa a les tecnologies punta del govern alemany, que promou la revolució digital de les indústries.
A França, les societats com Oracle, Dessault Systèmes, EADS, Astrium… estan molt implicades en el desenvolupament de la indústria 4.0.
Als Estats Units, el projecte Smart Manufacturing Leadership Coalition (SMLC) està orientat a les modalitats de fabricació industrial del futur. A més i independentment, cal destacar que General Electric treballa des de fa uns anys en un projecte anomenat «Industrial Internet», que pretén associar i complementar els avenços tecnològics, i entre ells: 
- La multiplicitat de màquines, dispositius i xarxes resultants de la crida de la revolució industrial;
- El desenvolupament més recent dels sistemes d'informació i de comunicació portats per la revolució d'internet (o revolució informàtica i de les telecomunicacions).

A nivell d'investigació i desenvolupament, Japó, és un dels països que ha mostrat uns majors avenços en la promoció i la implementació de la quarta revolució industrial promovent el desenvolupament de les tecnologies emergents i la materialització de moltes d'elles en diferents contextos, no només industrials sinó que també socials i econòmics. Els principals esforços estan enfocats a la mobilitat autònoma i urbana, medicina de precisió i política de dades.

## Altres característiques de la indústria 4.0

### De la digitalització a l'automatització de les fàbriques
La indústria 4.0 implica la completa digitalització de les cadenes de valor mitjançant l'ús de tecnologies de processament de dades, programari intel·ligent i sensors per poder preveure, controlar, planificar i produir, de forma intel·ligent.
L'objectiu de la indústria 4.0 és computaritzar el món de la fàbrica. Això suposa la integració tècnica dels sistemes ciberfísics (SCF) en les activitats de producció i logística així com l'ús de la Internet en els processos industrials.
Aquest element implica un elevat grau d'automatització i digitalització de les fàbriques. La utiliztació d'Internet i els sistemes ciberfísics, és a dir, l'ús de xarxes virtuals capaces de controlar objectes físics permet la modernització de les plantes fabrils fins a transformar-les en fàbriques intel·ligents caracteritzades per una intercomunicació contínua i instantània entre els diferents departaments de treball que componen les pròpies cadenes de producció, aprovisionament, empaquetatge i despatx. L'ús de captors aporta, a la maquinària i eines de la planta, una capacitat d'autodiagnosticar-se que permet el control a distància, assegurant elements com la millor integració en el sistema productiu global.

### Flexibilitat d'una fàbrica i personalització de la producció
Les eines i màquines d'una fàbrica en conjunt amb elements com els dipòsits i existències de matèries primeres i de productes semi elaborats, en un entorn fabril d'indústria 4.0, assegura vincles i comunicacions a través d'una xarxa interna d'ella mateixa lligada amb l'exterior, cosa que introdueix gran flexibilitat al procés productiu i gran capacitat d'adaptació a situacions fortuïtes.
Les necessitats i conveniències particulars dels consumidors finals o clients així com d'intermediaris, proveïdors i associats, que d'alguna manera estan vinculats o relacionats amb el procés productiu o els productes, poden ser contemplades mitjançant un alt grau de personalització i adaptació, per exemple, canviant algunes característiques dels productes dirigits a ells i/o assegurant certes dates d'entrega, etc.
Per tant, així serà més senzill gestionar una producció a agran escala amb productes personalitzats segons necessitats particulars i, alhora, sense mantenir uns stocks exageradament voluminosos i assegurant la satisfacciió de la major quantitat possible de clients.

### Noves eines de logística
El sistema de la indústria 4.0 és capaç de generar un flux regular d'informació, molt superior del que es podria disposar si es s'utilitzessin estratègies de logística i mètodes de producció més tradicionals. A més, aquestes informacions poden ser intercanviades de manera ràpida tan a nivell intern (comunicació directa o a través de la Intranet) com exterior (comunicació a través de la Internet). Això proporciona interessants possibilitats en relació als actors logístic externs i el propi lloc de producció en el sentit que es podria permetre adaptar-se fàcilment a situacions canviants.
El sistema RFID, per exemple, pot utilitzar-se com un efectiu sistema de traçabilitat a l'interior de la cadena productiva o, també, al nivell de la seva totalitat. D'aquest anterior se'n pot deduir la importància que té l'ús d'un sistema logístic capaç d'intercanvia, de manera ràpida, informació entre la empresa i el conjunt dels seus contraparats i prestataris.

### Eines de simulació
La recol·lecta de dades generades pels diferents elements de la cadena de producció permet produir igualment una rèplica virtual de la totalitat o de part d'aquesta cadena, cosa que també permet generar simulacions de procediments o tests o que, futurs obres o tècnics, es familiaritzin amb les eines i elements de treball que tenen a la seva disposició, així com amb les circumstàncies excepcionals o els procediments complexes que es poden donar.
Tota aquesta informació acumulada també podria permetre, a no especialistes o no professionals, solucionar per ells mateixos alguns inconvenients que podrien succeir i/o informar a distància a tècnics de major nivell sobre el que han observat com a irregularitat i, així, poder respondre més ràpid a qualsevol succés fora de l'habitual.

### Una fàbrica que economitza energia i matèries primeres
Ja no n'hi ha prou amb gestionar raonablement les matèries primeres utilitzades o produïdes sinó que, a més, es busca optimitzar l'ús energètic i/o de la producció energètica. Així mateix, ja no s'aconsegueix gestionant aquests factors en temps diferit perquè es necessita prendre decisions a temps real.
La indústria 4.0 pretén, també, respondre a les problemàtiques actuals relacionades amb l'estalvi d'energia i la gestió de recursos naturals i humans. A partir d'un sistema organitzat de la xarxa de comunicacions i d'intercanvi instantani d'informació, es podrà estar molt més preparat per a realitzar aquesta gestió de manera més eficaç, tenint en compte les necessitats i disponibilitats de cada element del sistema i permetent millores i guanys per la productivitat així com l'economia dels recursos.

## Entrebancs per avançar en la implementació de la indústria 4.0
- Manca de professional qualificat.
- En aquest tipus de tecnologia es necessiten uns requisits de ciberseguretat més elevats perquè, encara que permet que les fàbriques siguin més eficients, aquesta tecnologia també les fa més vulnerables. Degut a l'alta automatització i el control de les fàbriques mitjançant algoritmes, són més propeneses a ser víctimes de sabotatge informàtic o de fugida d'informació cap a la competència.
- Manca d'infraestructures de comunicació: moltes d'aquestes tecnologies necessiten accés a Internet i, sovint, a una baixa latència de connexió. En molts casos, no és rendible per a les empreses de telecomunicacions portar fibra òptica a molts polígons industrials on només hi ha un petit grup d'indústries.

## Indústria 4.0 a Espanya[38]
Degut al descens gradual de recursos a l’agenda digital després de la crisi i a la poca inversió en R+D+i, Espanya, si es compara amb la resta de països europeus, es troba en una situació amb un cert retard. Així mateix, contrasta de manera significativa amb els 4 països pioners d’Europa: Alemanya, Irlanda, Suècia i Àustria. Segons l'índex d’Evolució Digital 2017, publicat pel Fòrum Econòmic Mundial, Espanya se situa a la posició número 25.
Un estudi publicat per PwC l’any 2018, mostra que el 8% de les empreses espanyoles tenen un grau avançat en digitalització, mentre que la mitjana de la resta del món és del 33%.Tot i així, en sectors com el de l'aeronàutica, el químic i el de transports, queda per sobre del nivell mundial. Així mateix, la mitjana del nivell de digitalització de les empreses espanyoles és del 43’6%. Aquest mateix estudi estableix unes categories per a classificar els països segons l’abast de la seva  transformació tecnològica: 
- «digital campions»:cadenes de producció i activitats administratives automatitzades al màxim amb eines d’última generació.
- «innovators»: l’adaptació al concepte indústria 4.0 és menor que l’anterior.
- «followers»: nivell de digitalització acceptable i en perspectives d’augmentar.
- «novices»: nivell de transformació tecnològica baix.

Les empreses espanyoles que es troben en el nivell «digital campions» només suposa el 5% del total, mentre que el 47% es trobaria en el nivell de «followers» i el 21% restant a «novices».
Per aquestes raons, s'estan duent a terme campanyes i polítiques per a impulsar l’ús d’aquestes tecnologies en els processos productius. La implantació de la digitalització i les noves tecnologies en les empreses espanyoles es va produint de manera progressiva però de manera molt lenta, per la qual cosa, encara queda un llarg camí perquè les empreses espanyoles aconsegueixin el grau de transformació digital equiparable al d'altres països.
Un estudi realitzat per KPMG anoemenat “Perspectivas España 2019. En el camino de la Industria 4.0”, determina que el 68% de les 1.000 empreses analitzades tenen previst millorar els seus processos i un 37% es planteja tenir com a prioritat avançar en la transformació tecnològica.

## Indústria 4.0 a Catalunya
A l'estudi «Mapa i anàlisi de la indústria 4.0 a Catalunya» publicat l’any 2017 per Acció, agència de la Generalitat de Catalunya, s'identifiquen 365 empreses que ofereixen productes i serveis relacionats amb la indústria 4.0, les quals aporten una facturació agregada de 1.224 milions d’euros, que representa el 0,6% del PIB de Catalunya. Aquestes empreses donen feina a més de 23.000 treballadors però el 73% tenen menys de 50 treballadors i només el 4% són empreses de més de 250 treballadors. Tot i així, es detecta un nivell elevat de sensibilització per part de les empreses catalanes cap a la digitalització. Els sectors que han avançat més en aquest entorn són el de l’automoció, els béns d’equip i les tecnologies mèdiques o de la salut.
Només el 15,7 de les empreses han impulsat iniciatives de digitalització en els seus processos productius. Només el 2’3% determina trobar-se en una fase avançada amb relació a la transformació tecnològica. Això ens determina que encara són molt poques les empreses que realment han iniciat el procés.
S'estableix que, per a poder adaptar la indústria catalana a la indústria 4.0 o a la quarta revolució industrial, cal superar alguns reptes, com per exemple, adaptar els professionals, proporcionar solucions adaptades a les pimes i compartir el coneixement.
Altres dades proporcionades a l'estudi:
- Un 1,47% del PIB es dirigeix a R+D (2017).
- Representa un 22,2% de les empreses innovadores d'Espanya.
- Barcelona és la primera empresa emergent (startup) del sud d'Europa. Una empresa emergent consisteix en una empresa de nova creació que comercialitza a través de l'ús intensiu de les tecnologies de la informació i la comunicació. Aquestes donen feina a unes 13.820 persones.
- Capital Prize 2014 va donar a Barcelona el títol de primera capital europea.

Segons un estudi del Consell Econòmic i Social de Barcelona (CESB), l'àrea metropolitana de Barcelona, es posicionava l'any 2018 com una de les zones més adaptades per afrontar els reptes de la digitaliztació deguta l'arribada d'empreses i centres tecnològics que creen un ecosistema innovador, que té com a màxim exponent el Mobile World Congress.